# Glasgow (Delaware)
Glasgow ist eine kleine Stadt im New Castle County im US-Bundesstaat Delaware, Vereinigte Staaten. Das U.S. Census Bureau hat bei der Volkszählung 2020 eine Einwohnerzahl von 15.288 ermittelt.
Die geographischen Koordinaten sind: 39,60° Nord, 75,74° West. Das Stadtgebiet hat eine Größe von 25,6 km². Es war der wichtigste Produktionsstandort der Firma Dade Behring.

## Söhne und Töchter der Stadt
- Richard C. McMullen (1868–1944), Politiker